# Josef Mundigl
Josef Mundigl (* 22. Juli 1929 in Hubenstein) ist ein deutscher Geistlicher.
Er wurde als eines von acht Kindern  in Hubenstein, Gemeinde Taufkirchen geboren, im Alter von 13 Jahren trat er ins Knabenseminar ein und studierte einige Jahre später Theologie. Am 29. Juni 1957 wurde Mundigl zum Priester geweiht. Von 1969 bis 1999 war er Stadtpfarrer und Landkreisdekan in Erding. Seit 1999 ist er Seelsorger in der Pfarrei Hl. Blut im Landshuter Stadtteil Berg. 2009 war er als Seelsorger bei den Special Olympics Nationale Winterspiele in Inzell tätig. Er trägt die Titel Geistlicher Rat und Päpstlicher Ehrenprälat.

## Schriften
- 1953: Tausend Jahre Schierling[6]
- 1953: Scirilinga im Thungau[7]
- 1955: Bayerische Volkskunde[7]
- 2004: Landkreis Erding: Was war. Was ist. Was wird. (Mitautor)[8]

## Ehrungen
- Goldene Stadtmedaille Erding[9]
- 1998: Kulturförderpreis Erding[10]
- 2009: Päpstlicher Ehrenprälat[11]